# The Hunted (film, 1998)
Pour les articles homonymes, voir The Hunted.
The Hunted est un téléfilm américain réalisé par Stuart Cooper, diffusé 1998.

## Synopsis
Une jeune femme cherche à récupérer douze millions de dollars perdus en forêt dans le crash d'un avion. Elle fait la rencontre d'un montagnard qui prétend pouvoir l'aider à retrouver le butin.

## Fiche technique
- genre : Thriller

## Distribution
- Harry Hamlin : Doc Kovac
- Mädchen Amick : Samantha Clark
- Hannes Jaenicke : Jan Kroeger